# Francisco de Albear y Lara
Francisco de Albear y Lara (La Habana, 1816-1887) fue un ingeniero cubano, autor de más de 50 proyectos, algunos de ellos premiados, e integrante o director de distintas organizaciones académicas y de gobierno.

## Biografía
Hijo del coronel Francisco de Albear Hernández, gobernador del Castillo del Morro. Estudiante destacado, se graduó como teniente en la Escuela de Ingenieros Militares de Guadalajara. Posteriormente, viajó por Europa para profundizar sus conocimientos. A la vuelta a su tierra, en 1845, pasó a ocupar el cargo de director general de Obras Públicas de la Real Junta de Fomento, además de ser ascendido al grado militar de teniente coronel.
A nivel académico, ocupó distintos cargos tanto en Cuba como fuera. Fue vicepresidente de la Junta Superior de Instrucción, Miembro Correspondiente de la Real Academia de Ciencias de Madrid y de la Academia de Ciencias Médicas, Físicas y Naturales de La Habana, ocupando la presidencia de la Sección de Ciencias Físicas y Naturales, además de formar parte de distintas organizaciones y sociedades de todo el mundo. Enrique José Varona le dedicó un poema.

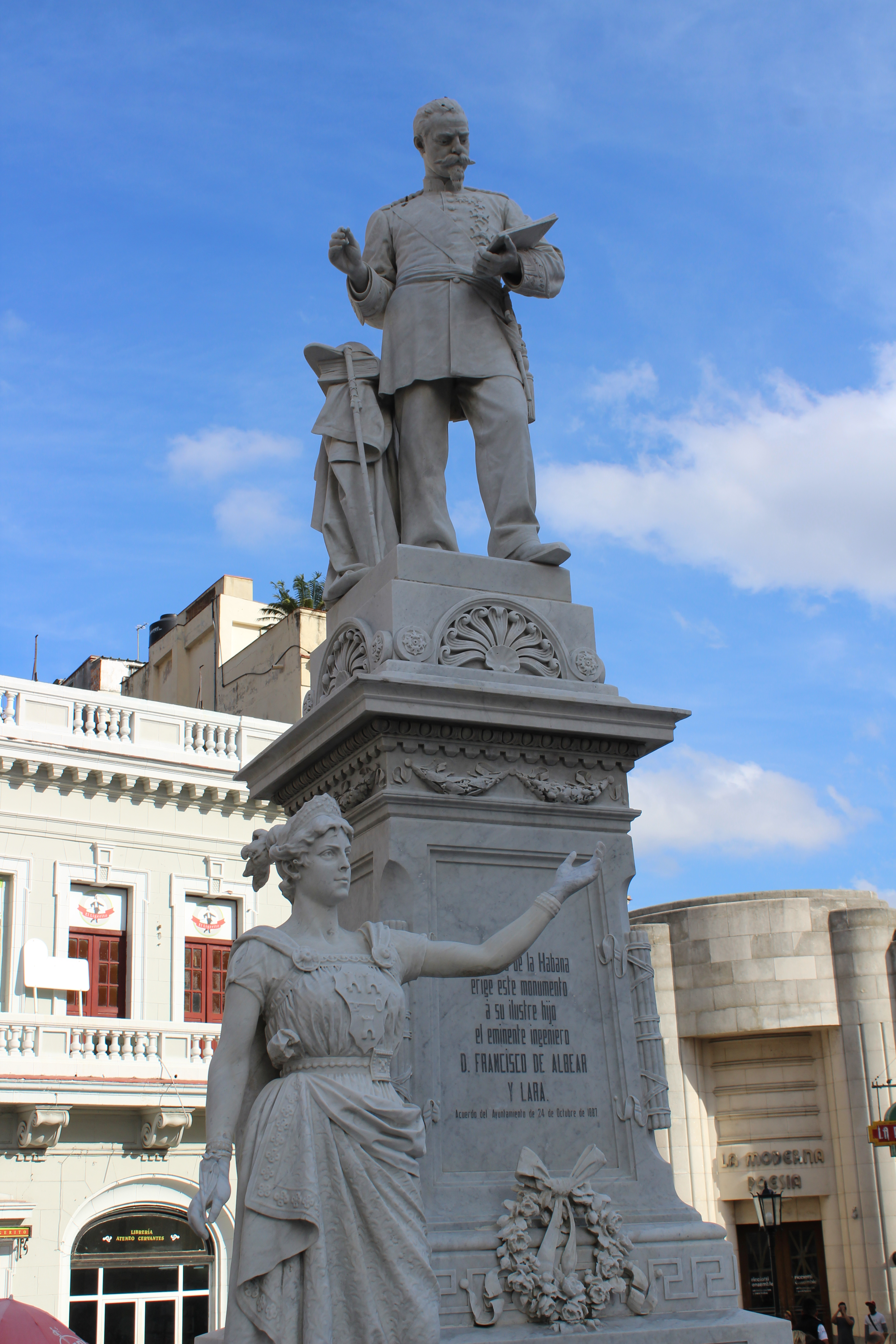
Escultura de Francisco de Albear y Lara en La Habana, Cuba.